# Димитър Гогов (политик)
Димитър Делчев Гогов е български политик от БКП и офицер.

## Биография
Роден е на 17 януари 1917 г. в хасковското село Войводово. Бил е отговорник на ремсова група, както и член на Районен комитет на РМС, ятак на партизаните от партизански отряд „Асен Златаров“. Впоследствие е осъден на 15 години затвор. След 9 септември 1944 г. става първи секретар на Околийския комитет на РМС в Кърджали. Между 1947 и 1955 г. е политически офицер в българската армия. Бил е първи секретар на Околийския комитет на БКП в Кърджали, както и секретар на Окръжния комитет на БКП там. От 1966 г. е председател на Изпълнителния комитет на Окръжния народен съвет. От 5 ноември 1962 до 4 април 1981 г. е кандидат-член на ЦК на БКП.